# Приветино
Приветино — деревня в Талдомском районе Московской области Российской Федерации, в составе сельского поселения Гуслевское. Население — 16 чел. (2010).

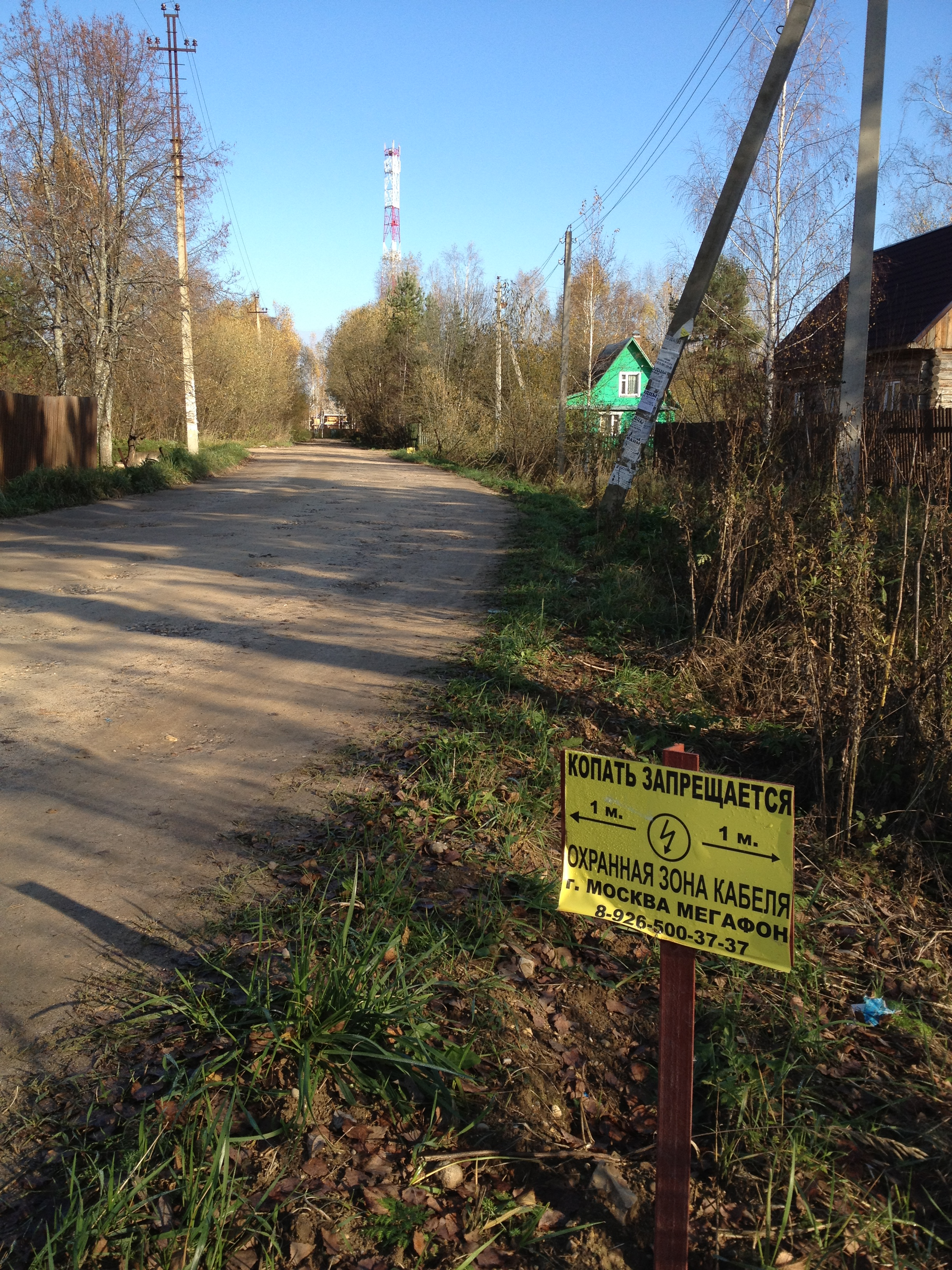
Общий вид и базовая станция.

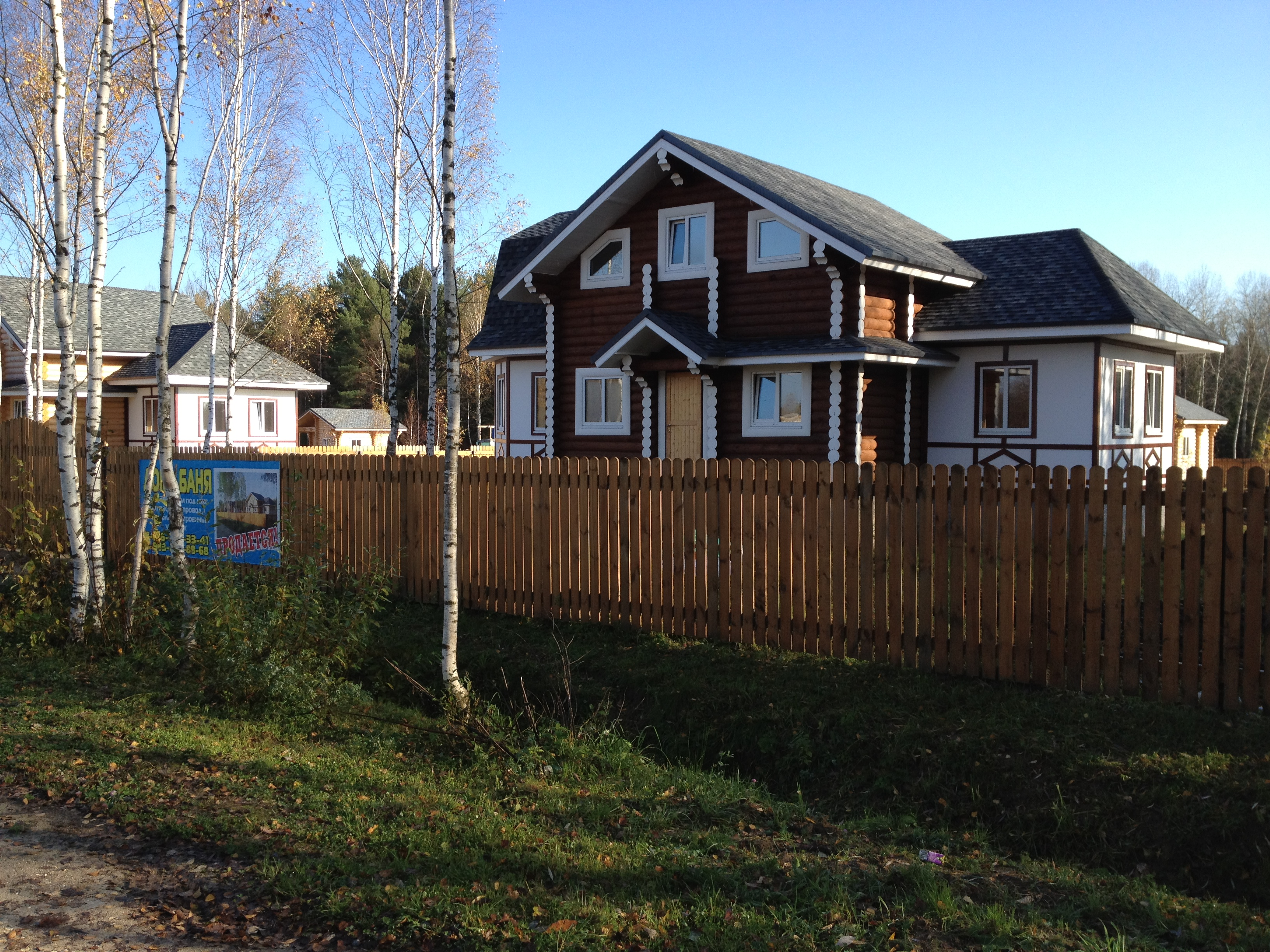
Новые коттеджи.

Рядом с деревней находится одноимённое садовое товарищество, в котором участки выделялись работникам завода Фарфор Вербилок в 1990 году. Имеется базовая станция МегаФона. В пределах административных границ ведётся строительство современных однотипных коттеджей.

## Население
| 1859 | 1905 | 1926 | 2002 | 2006 | 2010 |
| ---- | ---- | ---- | ---- | ---- | ---- |
| 85   | ↗160 | ↘127 | ↘11  | ↘8   | ↗16  |

## История
Помещичья деревня, получила название от фамилии владельца — купца Приветова.
В 1862 году состояла из 12 дворов, проживало 85 человек. В 1895 году 138 жителей. В 1905 году 21 двор, 160 жителей.
В 1934—1936 годах деревня была электрифицирована, путём подключения к торфяной Власовской электростанции.

## Транспорт
Ближайшая железнодорожная станция 94 км, до которой можно добраться только пешком. Ближайшая деревня — Кушки, от которой ходит автобус до платформы Вербилки. До Кушек 1 км идёт асфальтовая дорога, затем по асфальтовой дороге на автомобиле можно доехать 3 км до села Новогуслево и трассы Р112.